# Gubernatorzy porucznicy Wyspy Man

Flaga gubernatora porucznika Wyspy Man

## Lista gubernatorów poruczników Wyspy Man
- 1773 – 1775: Henry Hope
- 1775 – 1790: Richard Dawson
- 1790 – 1804: Alexander Shaw
- 1804 – 1805: Henry Murray
- 1805 – 1832: Cornelius Smelt
- 1832 – 1845: John Ready
- 1845 – 1860: Charles Hope
- 1860 – 1860: Mark Hildesley Quayle (p.o.)
- 1860 – 1863: Francis Stanisby Connat-Pigott
- 1863 – 1863: Mark Hildesley Quayle (p.o.)
- 1863 – 1882: Henry Loch
- 1882 – 1882: Spencer Walpole
- 1883 – 1895: John West Ridgeway
- 1895 – 1902: John Henniker-Major, 5. baron Henniker
- 1902 – 1918: George Somerset, 3. baron Raglan
- 1918 – 1925: William Fry
- 1925 – 1932: Claude Hill
- 1932 – 1937: Montagu Butler
- 1937 – 1945: William Leveson-Gower, 4. hrabia Granville
- 1945 – 1952: Geoffrey Rhodes Bromet
- 1952 – 1959: Ambrose Dundas Flux Dundas
- 1959 – 1966: Ronald Herbert Garvey
- 1966 – 1974: Peter Hyla Gawne Stallard
- 1974 – 1980: John Warburton Paul
- 1980 – 1985: Nigel Cecil
- 1985 – 1990: Laurence New
- 1990 – 1995: Laurence Jones
- 1995 – 2000: Timothy Daunt
- 2000 – 2005: Ian Macfadyen
- 2005 – 2005: Michael Kerruish (p.o.)
- 2005 – 2011: Paul Haddacks
- 2011 – 2011: David Doyle (p.o.)
- 2011 – 2016: Adam Wood
- 2016 – 2016: David Doyle (p.o.)
- 2016 – 2021: Richard Gozney
- od 2021: John Lorimer